# Савановић
Савановић је српско презиме. Познате особе са овим презименом су:
- Душко Савановић (рођен 1983), кошаркаш
- Сава Савановић, легендарни вампир